# Diachasma farcium
Diachasma farcium är en stekelart som beskrevs av Vladimir Ivanovich Tobias 1998. Diachasma farcium ingår i släktet Diachasma och familjen bracksteklar. Inga underarter finns listade i Catalogue of Life.